# خوليا ألفاريز
خوليا ألفاريز (بالإسبانية: Julia Alvarez)‏ (27 مارس 1950، نيويورك في الولايات المتحدة)؛ كاتِبة مُتخصِّصة في أدب الأطفال، شاعرة وروائية أمريكية-دومينيكانية.

## روابط خارجية
- خوليا ألفاريز على موقع IMDb (الإنجليزية)
- خوليا ألفاريز على موقع قاعدة بيانات الفيلم (الإنجليزية)